# Bettiah
Bettiah là một thành phố và khu đô thị của quận Pashchim Champaran thuộc bang Bihar, Ấn Độ.

## Địa lý
Bettiah có vị trí 26°48′B 84°30′Đ / 26,8°B 84,5°Đ Nó có độ cao trung bình là 65 mét (213 foot).

## Nhân khẩu
Theo điều tra dân số năm 2001 của Ấn Độ, Bettiah có dân số 116.692 người. Phái nam chiếm 53% tổng số dân và phái nữ chiếm 47%. Bettiah có tỷ lệ 65% biết đọc biết viết, cao hơn tỷ lệ trung bình toàn quốc là 59,5%: tỷ lệ cho phái nam là 71%, và tỷ lệ cho phái nữ là 58%. Tại Bettiah, 17% dân số nhỏ hơn 6 tuổi.